# Adam Mokrzecki
Adam Wincenty Felicjan Mokrzecki h. Ostoja (ur. 16 lipca 1856 w majątku Dzitryki, zm. 6 kwietnia 1921 w Grodnie) – generał podporucznik Wojska Polskiego.

## Życiorys
Urodził się 16 lipca 1856 w majątku Dzitryki, w ówczesnym powiecie lidzkim guberni wileńskiej, w rodzinie Aleksandra, ziemianina, i Kamili z Maszewskich. Był bratem Stefana (1862–1932), generała dywizji Wojska Polskiego, Zygmunta, światowej sławy entomologa, profesora SGGW i Wincentego, sędziego Sądu Okręgowego w Wilnie.
Kształcił się w Pskowie w progimnazjum wojskowym. Służbę wojskową w Armii Imperium Rosyjskiego rozpoczął 10 czerwca 1872. Ukończył Wileńską Szkołę Junkrów Piechoty i Oficerską Szkołę Strzelców w Oranienburgu. Od 1871 pełnił służbę w 101 Permskim pułku, chorąży (25 listopada 1874), podporucznik (17 czerwca 1875), brał udział w wojnie rosyjsko-tureckiej (1877–1878), porucznik (24 października 1877), sztabskapitan (1 stycznia 1885), kapitan (25 marca 1889). Dowodził kompanią (przez 10 lat i 9 miesięcy) oraz batalionem (przez 14 lat). Podpułkownik (26 lutego 1895), pułkownik (31 grudnia 1909 jako wyróżnienie). Dowódca 40 Koływańskiego pułku. Brał udział w Pierwszej wojnie światowej. Generał major (2 listopada 1914 jako wyróżnienie). W lutym 1915 mianowany dowódcą 40 Koływańskim pułkiem. Ranny na polu walki. Uhonorowany Orderem św. Jerzego 4-stopnia (3 lutego 1915). Na 3 lutego 1915 przebywał w rezerwie przy sztabu Mińskiego Okręgu Wojskowego. Dowódca 91 brygady Państwowego ruszenia pospolitego (od 8 kwietnia 1915). W 1917 dowódca brygady 2 Dywizji Strzeleckiej w I Korpusie Polskim na Białorusi.
W Wojsku Polskim od listopada 1918. Listopad - grudzień 1918 dowódca II Grupy Samoobrony Wileńskiej, grudzień 1918 – styczeń 1919 komendant garnizonu Wilno. W czasie wojny polsko-bolszewickiej: marzec 1919 – sierpień 1920 kolejno dowódca Brygady Piechoty w składzie Frontu Północno-Wschodniego, potem dowódca obrony odcinka na rzece Szczarze w ramach działań 1 Dywizji Litewsko-Białoruskiej i dowódca odcinka frontu obrony Grodna podczas działań pościgowych na Niemen.
Od 9 do 29 maja 1919 był dowódcą 7 Dywizji Piechoty. W 1920 był dowódcą Okręgu Generalnego „Grodno”. Na tym stanowisku 1 maja 1920 został zatwierdzony w stopniu generała podporucznika ze starszeństwem z 1 kwietnia 1920. Z dniem 1 kwietnia 1921 został przeniesiony w stan spoczynku, w stopniu generała podporucznika. Zmarł pięć dni później w Grodnie.
Adam Mokrzecki był żonaty z Heleną z Ordyłowskich, z którą miał dwie córki: Irenę i Kamillę Emilię oraz syna Justyna (1897–1939), majora artylerii Wojska Polskiego. Justyn Mokrzecki był żonaty Ireną z Druhowinów. Z tego związku 5 kwietnia 1935 roku w Warszawie urodził się Lech Marian Mokrzecki, późniejszy naukowiec, profesor Uniwersytetu Gdańskiego (zm. 26 lipca 2021).

## Ordery i odznaczenia
- Krzyż Walecznych nr 42453 – 16 czerwca 1922[4][5]
- Order Świętego Jerzego 4 klasy – 1915
- Order Świętego Włodzimierza 3 klasy – 1912[2]
- Order Świętego Włodzimierza 4 klasy – 1903[2]
- Order Świętego Stanisława 1 klasy – 1914[2]
- Order Świętej Anny 2 klasy – 1895[2]
- Order Świętego Stanisława 2 klasy – 1893[2]
- Order Świętej Anny 3 klasy – 1889[2]
- Order Świętego Stanisława 3 klasy – 1885[2]
- Order Świętej Anny 4 klasy z napisem na szabli „Za odwagę” – 1878
- Order Świętego Stanisława 4 klasy